# Best of The Beach Boys Vol. 2
Best of The Beach Boys Vol. 2 es el segundo álbum de compilación de The Beach Boys, lanzado en 1967, recopila los grandes éxitos de la banda hasta ese momento. Llegó al puesto n.º 50 en Estados Unidos durante una permanencia de 22 semanas. Tuvo mejor recibimiento en el Reino Unido, con un tercer puesto.

## Historia
Best of The Beach Boys Vol. 2 es la continuación del álbum de compilación Best of The Beach Boys de 1967. Fue compilado por Capitol Records a toda prisa después de que Brian Wilson había anunciado el álbum SMiLE, para él cual había pasado la mejor parte del año trabajando en él.
Lanzado en un momento peligroso en la carrera de The Beach Boys, el aspecto de su esplendor pasado en Best of The Beach Boys Vol. 2 fue algo débil en ventas con la nueva música psicodélica, encabezada por The Beatles con Sgt. Pepper's Lonely Hearts Club Band y el radical estreno de Are You Experienced.
Aunque sea difícil de discutir con una formación que incluye "I Get Around", "California Girls", "Let Him Run Wild" y "Please Let Me Wonder", aquellas canciones fueron consideradas el viejo sombrero ante la psicodelia, y por consiguiente Best of The Beach Boys Vol. 2 al principio fracasó en Estados Unidos, sólo alcanzando un pobre puesto n.º 50. A tiempo, esto continuaría a vender más de dos millones de copias, pero era probable con la reacción a este álbum que The Beach Boys sabían que ellos tenían un problema comercialmente en su país de origen.
Sin embargo, emitido bajo el mismo título en el Reino Unido a finales de 1967, demostró ser otro éxito muy grande.

## Lista de canciones
| N.º | Título                                              | Duración |  |
| 1.  | «Barbara Ann» (Fred Fassert)                        | 2:11     |  |
| 2.  | «When I Grow Up» (Brian Wilson y Mike Love)         | 2:01     |  |
| 3.  | «Long, Tall Texan» (Henry Strezlecki)               | 2:30     |  |
| 4.  | «Please Let Me Wonder» (Brian Wilson y Mike Love)   | 2:45     |  |
| 5.  | «409» (Brian Wilson, Mike Love y Gary Usher)        | 1:59     |  |
| 6.  | «Let Him Run Wild» (Brian Wilson y Mike Love)       | 2:20     |  |
| 7.  | «Don't Worry Baby» (Brian Wilson y Roger Christian) | 2:47     |  |
| 8.  | «Surfin' Safari» (Brian Wilson y Mike Love)         | 2:05     |  |
| 9.  | «Little Saint Nick» (Brian Wilson y Mike Love)      | 1:59     |  |
| 10. | «California Girls» (Brian Wilson y Mike Love)       | 2:38     |  |
| 11. | «I Get Around» (Brian Wilson y Mike Love)           | 2:12     |  |

"Please Let Me Wonder" y "Little Saint Nick" no aparece en la versión de cinta de casete.

## Versión británica
La versión británica de Best of The Beach Boys Vol. 2 fue editada a mediados de 1967 con 14 canciones, en vez de las 12 habituales encontrados en álbumes estadounidenses.
1. "Surfer Girl" – 2:26
2. "Don't Worry Baby" – 2:51
3. "Wendy" – 2:22
4. "When I Grow Up (To Be A Man)" – 2:02
5. "Good To My Baby" – 2:16
6. "Dance, Dance, Dance" – 1:58
7. "Then I Kissed Her" – 2:15
8. "The Girl From New York City" – 1:53
9. "Girl Don't Tell Me" – 2:19
10. "The Little Girl I Once Knew" – 2:36
11. "Mountain Of Love" – 2:47
12. "Here Today" – 2:52
13. "Wouldn't It Be Nice" – 2:22
14. "Good Vibrations" – 3:35